# Баланд
Бала́нд (тадж. Баланд) — село в Исфаринском районе Согдийской области Таджикистана.

## География
Расположен в Ферганской долине, предгорьях Туркестанского хребта. Координаты +40° 11' 16.88", +70° 35' 6.81". "Климат теплый субтропический резко континентальный.
Также поселок расположен близко к железнодорожной станции на ветке Канибадам — Шураб (линии Коканд — Хаваст). С районным центром его связывает дорога Исфара — Канибадам.